# Combretàcies
Les combretàcies (Combretaceae) formen una família de plantes amb flor inclòs a l'ordre de les mirtals. Habiten a les zones subtropicals i tropicals. Algunes espècies donen bona fusta, com l'idigbo (Terminalia ivorensis). La família inclou uns sis centenars d'espècies d'arbres, matolls i lianes distribuïdes en vint gèneres:
- Anogeissus
- Buchenavia
- Bucida
- Calopyxis
- Calycopteris
- Combretum
- Conocarpus
- Dansiea
- Guiera
- Laguncularia
- Lumnitzera
- Macropteranthes
- Melostemon
- Pteleopsis
- Quisqualis
- Strephonema
- Terminalia
- Terminaliopsis
- Thiloa